# Mohamed Ihab Maghwari Hegab
Mohamed Ihab Maghwari Mohamed Hegab – (19 de julio de 1998) es un deportista egipcio que compite en lucha libre. Ganó una medalla de bronce en el Campeonato Africano de Lucha de 2016, en la categoría de 57 kg.

## Palmarés internacional
| Campeonato Africano | Campeonato Africano | Campeonato Africano | Campeonato Africano |
| Año                 | Lugar               | Medalla             | Categoría           |
| ------------------- | ------------------- | ------------------- | ------------------- |
| 2016                | Alejandría (Egipto) | Medalla de bronce   | 57 kg               |